# Đurinovec
Đurinovec falu Horvátországban, Varasd megyében. Közigazgatásilag Visoko községhez tartozik.

## Fekvése
Varasdtól 26 km-re délre, községközpontjától 2 km-re délkeletre fekszik.

## Története
A falunak 1857-ben 158, 1910-ben 266 lakosa volt. 1920-ig Varasd vármegye Novi Marofi járásához tartozott. 2001-ben a falunak 51 háztartása és 171 lakosa volt.

## Külső hivatkozások
- Visoko község hivatalos oldala